# Karpathos-Wasserfrosch
Der Karpathos-Wasserfrosch (Pelophylax cerigensis oder Rana cerigensis) gehört innerhalb der Ordnung der Froschlurche zur Familie der Echten Frösche (Ranidae). Außerdem wird er nach Aussehen, Lebensweise und Verwandtschaftsbeziehungen zu den Wasserfröschen gerechnet, die inzwischen von vielen Autoren in eine eigene Gattung Pelophylax gestellt werden. Der systematische Status wird kontrovers diskutiert; möglicherweise handelt es sich doch nicht um eine eigenständige Art. Sie ist ausschließlich auf den griechischen Inseln Karpathos und Rhodos vor der türkischen Mittelmeerküste anzutreffen.

## Merkmale
Der Karpathos-Wasserfrosch ähnelt anderen Formen des Wasserfrosch-Komplexes. Eine klare Abgrenzung ist vor allem über molekularbiologische Merkmale möglich. Bisher wurden nur sehr wenige Individuen genauer erfasst und morphologisch beschrieben.

## Verbreitung und Lebensraum
Das Verbreitungsgebiet des Karpathos-Wasserfroschs beschränkt sich auf die griechischen Inseln Karpathos und Rhodos. Dabei ist der Frosch auf Karpathos nur an einem kleinen, steinigen, weitgehend ausgetrockneten Fluss nahe der Stadt Olimbos sicher nachgewiesen worden. Auf Rhodos findet man ihn in waldreichen Höhenlagen, wo er schnell fließende, flache Bäche mit Schilf und Gebüschen besiedelt. Auch diese trocknen im Sommer oft aus.

## Systematik
Der Karpathos-Wasserfrosch gehört zum Formenkomplex der Wasserfrösche (Pelophylax), der systematisch noch nicht abschließend bearbeitet ist und aufgrund der vielfältigen Hybridbildungen nur schwer zu erfassen ist. Pelophylax cerigensis selbst gilt als Form mit ungeklärtem systematischen Status. Diverse molekularbiologische und auch landschaftsgeschichtliche Befunde legen den Schluss nahe, dass Wasserfrösche von Rhodos und Karpathos ursprünglich aus Anatolien stammten und vom Menschen eingebürgert wurden. Eine abschließende Bewertung zum Artstatus des Karpathos-Wasserfrosches ist aber derzeit nicht möglich.

## Gefährdung  und Schutzmaßnahmen
Der Karpathos-Wasserfrosch wird in der Roten Liste gefährdeter Arten der IUCN als stark gefährdet („Endangered“) eingestuft, weil er über ein relativ kleines Verbreitungsgebiet von weniger als 5000 km² verfügt und dieses stark fragmentiert ist. Zudem wird eine zunehmende Verschlechterung seiner Habitate festgestellt. Die Hauptgefährdung für dieses Taxon geht von dem Verlust geeigneter Gewässer durch Verschmutzung und Trockenlegung durch die Landwirtschaft, den Tourismus und die Besiedlung seines Lebensraumes aus. Für diese Art wurden Schutzgebiete ausgewiesen und es laufen Forschungsprogramme um weitere Schutzmaßnahmen für diese Art festzulegen.

## Belege
1. ↑  Jörg Plötner: Die westpaläarktischen Wasserfrösche – von Märtyrern der Wissenschaft zur biologischen Sensation. Beiheft der Zeitschrift f. Feldherpetologie 9, Bielefeld 2005. ISBN 3-933066-26-3
2. ↑  Pelophylax cerigensis in der Roten Liste gefährdeter Arten der IUCN 2009. Eingestellt von: Beerli, P. & Uzzell, T., 2008.